# 安熙
安熙（1270年—1311年），字敬仲，号默庵，元朝真定藁城（今河北石家庄市藁城区）人。
安熙性至孝。自幼随其父亲安松、祖父安滔学经书，又研习劉因之学，想要正式拜刘因为师，刘因已经去世，于是跟随刘因门人乌叔备问得其说，得朱熹之书，受朱氏之学。他写下《告先圣文》，阐发朱熹之学。在家乡执教数十年，终身未仕。四方之来学者，多所成就。去世后，家乡人为他建立祠庙。他的弟子苏天爵为他编辑遗留的文章，虞集为他作序，即《默庵集》。